# Abutilon pitcairnense
Abutilon pitcairnense es una especie de planta perenne en peligro crítico de extinción que es nativa de la isla de Pitcairn en el océano Pacífico. Fue considerada extinta, hasta que una sola planta fue descubierta en la isla en 2003. En aquella época, esquejes y semillas de ese ejemplar se utilizaron para propagar varias plantas en un vivero de la isla y en jardines botánicos de Irlanda e Inglaterra. La última planta silvestre sobreviviente murió en un deslizamiento de tierra en 2005, haciendo que la especie se extinguiera en estado silvestre.

## Taxonomía
Abutilon pitcairnense fue descubierto en 1934 por dos botánicos estadounidenses, Harold St. John y Francis Raymond Fosberg, y lleva el nombre de la isla de donde es nativa.

## Descripción
Abutilon pitcairnense es un arbusto expansivo, alcanza 1 m de alto, posee hojas alternas que miden 13 cm de largo y 9 cm de ancho. Florece de julio a agosto, y posee flores amarillas en forma de campana que tienen pétalos de 3 cm de largo. La planta es autóctona de taludes inestables.

## Conservación y hábitat
La planta es nativa de la pequeña y remota isla de Pitcairn (3 por 2 km), situada entre Nueva Zelanda y América del Sur, conocida sobre todo por haber sido poblada en 1789 por los amotinados del HMS Bounty. Después de haber sido considerada extinta por veinte años, en 2003 una sola planta fue encontrada creciendo en bosques nativos de Homalium taypau y Metrosideros collina. La propagación vegetativa, junto con las semillas de la planta, se utilizaron para establecer una pequeña población en el vivero de la isla, y también se envió material de propagación al Jardín Botánico del Trinity College de Dublín. Un deslizamiento de tierra mató a la única planta silvestre en 2005, haciendo que la planta se extinguiera en estado silvestre. Los esquejes de la colección Trinity College fueron llevados al Jardín Botánico Nacional de Irlanda, Glasnevin, en 2007, y más tarde al Royal Botanical Gardens, Kew.
El bosque donde la planta es nativa está amenazado por especies invasoras, los árboles de Homalium taypau compiten con ejemplares de  Syzygium jambos y Lantana camara. El control químico de las plantas invasoras, junto con la reintroducción de especies nativas, ha tenido cierto éxito. Existen planes para reintroducir en la isla Abutilon pitcairnense. También se proyecta realizar un relevamiento más profundo de la isla para buscar plantas nativas sobrevivientes durante los meses de julio y agosto, época de floración de Abutilon pitcairnense.